# Jean-Charles Pichegru
Jean-Charles Pichegru (ur. 16 lutego 1761 w Arbois, Franche-Comté, zm. 5 kwietnia 1804 w Paryżu) – francuski generał okresu Rewolucji Francuskiej, w której odegrał przewodnią rolę w zdobyciu austriackich Niderlandów i Holandii, potem konspirował z kontrrewolucjonistami i planował zamach na Napoleona Bonapartego.

## Życiorys
Pichegru studiował u franciszkanów i jako nauczyciel matematyki przyodział habit zakonny, jednak święceń nigdy nie otrzymał. Nauczał także w szkole wojskowej w Brienne.
Karierę wojskową zakończył w stopniu generała dywizji.

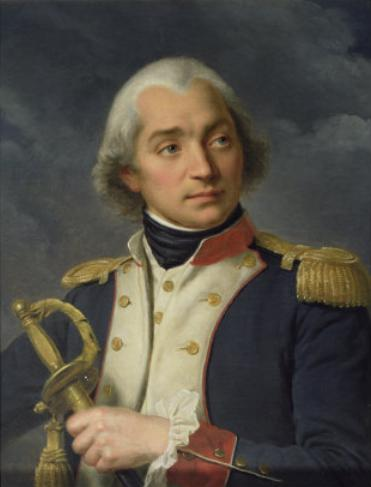
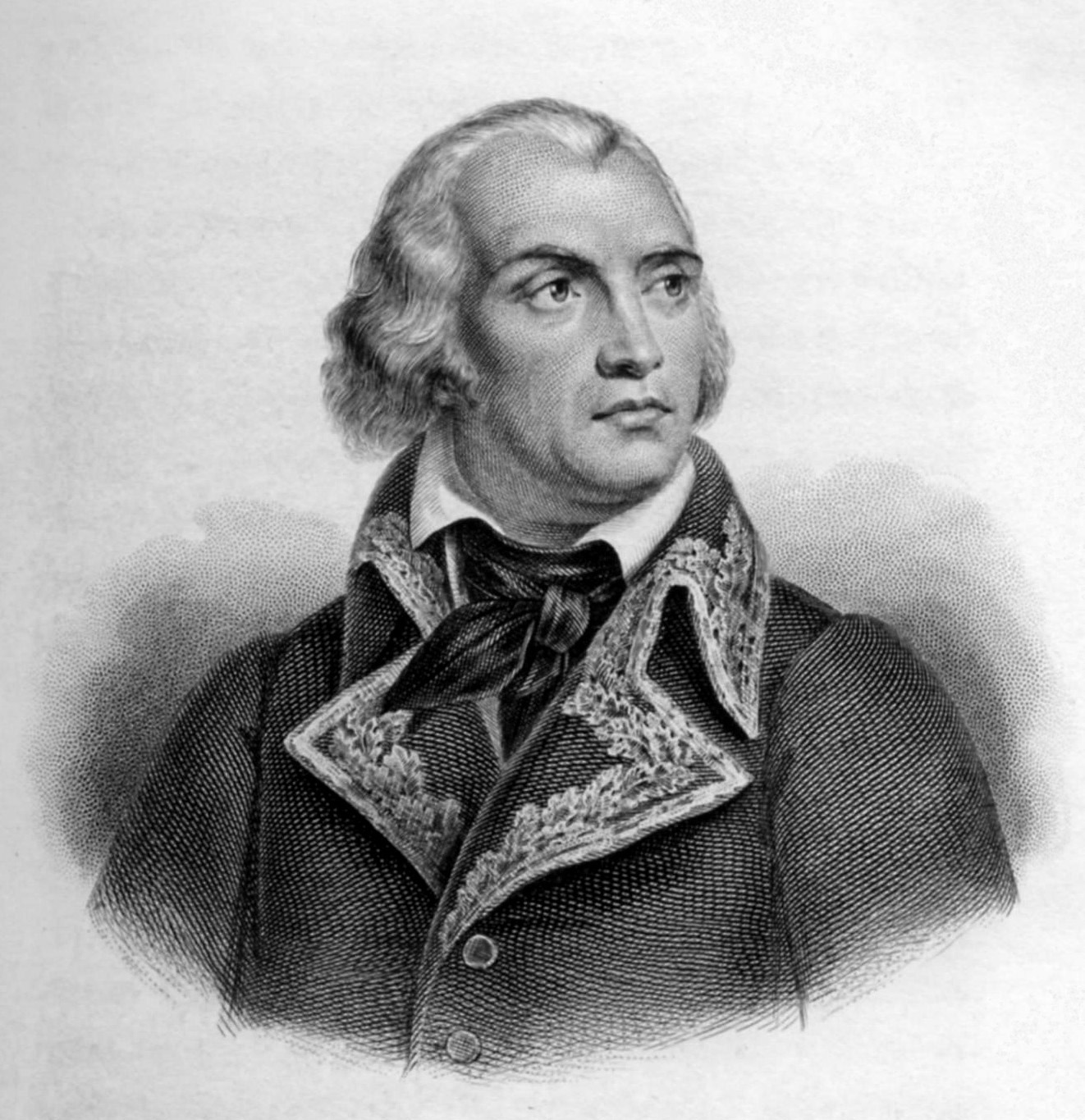
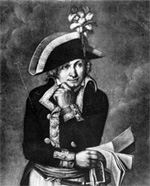